# Jeans (krater)
För andra betydelser, se Jeans (olika betydelser).
Jeans är en nedslagskrater på planeten Mars namngiven efter den brittiske matematikern och astronomen James Hopwood Jeans.
Kratern har en diameter på ungefär 73 km.